# Longtian, Chongqing
Longtian (kinesiska: 龙田) är en socken i sydvästra Kina. Den ligger i Chengkou härad i storstadsområdet Chongqing,   omkring 330 kilometer nordost om det centrala stadsdistriktet Yuzhong. Antalet invånare är 6 983. Befolkningen består av 3 407 kvinnor och 3 576 män. Barn under 15 år utgör 23,0 %, vuxna 15-64 år 68 %, och äldre över 65 år 8,0 %.